# Nie domykajmy drzwi
Nie domykajmy drzwi – dwunasty album zespołu Skaldowie z 1990. Został nagrany już po reaktywacji zespołu, która miała miejsce wiosną 1987 roku. 
Skaldowie grają na płycie w nieco odmiennym od starego składzie. Płyta została nagrana bez udziału dawnego lidera zespołu – Andrzeja Zielińskiego, który zdecydował się zamieszkać na stałe w Stanach Zjednoczonych. Jego funkcję w zespole objął brat – Jacek Zieliński. Byłego lidera na instrumentach klawiszowych zastąpił Grzegorz Górkiewicz. Płyta swoim stylem nawiązuje do dawnych płyt Skaldów, choć usłyszeć można pewne naleciałości muzyki pop lat 80. XX wieku. Utwór "Chcę powrócić" został dedykowany Andrzejowi Zielińskiemu. "Nie domykajmy drzwi" to ostatni album Skaldów wydany na płycie analogowej.

## Lista utworów
Strona A
1. Chcę powrócić (Jacek Zieliński – Lesław Falecki) – 3.43
2. Niebo w Twoich rękach (Konrad Ratyński – Tadeusz Śliwiak) – 3.31
3. Agata sałata (Jacek Zieliński – Agnieszka Osiecka) – 3.33
4. Żaglowiec siedmiu mórz (Jacek Zieliński – Lesław Falecki) – 3.36
5. Gwiazda piołun (Konrad Ratyński – Tadeusz Śliwiak) – 3.55
6. Błogosławiona bezsenność (Jacek Zieliński) – 3.42

Strona B
1. Nie domykajmy drzwi (Jacek Zieliński – Ewa Lipska) – 4.28
2. Kruku czarny, gołębico (Konrad Ratyński – Tadeusz Śliwiak) – 4.07
3. Karty życia (Konrad Ratyński - Konrad Ratyński) – 3.33
4. Jaka słodka, cudowna noc (Jacek Zieliński – Leszek Aleksander Moczulski) – 5.10
5. Księżycowa zatoka (Jacek Zieliński – Barbara Szczepańska-Herman) – 4.21

## Skład zespołu
- Jacek Zieliński – śpiew, skrzypce, trąbka, fortepian
- Konrad Ratyński – gitara basowa, śpiew, fortepian (8)
- Jerzy Tarsiński – gitara, śpiew
- Grzegorz Górkiewicz – syntezatory
- Wiktor Kierzkowski – perkusja, instrumenty perkusyjne

oraz:
- Gabriela Zielińska – chórki